# Lord of War
Lord of War (El señor de la guerra en España y  Señor de la guerra en Hispanoamérica) es una película de acción dramática de 2005 coproducida por Francia, Estados Unidos y Alemania, escrita y dirigida por Andrew Niccol y protagonizada por Nicolas Cage, Jared Leto, Bridget Moynahan y Ethan Hawke en los papeles principales.
Basada en hechos reales, y situada en el mundo globalizado del tráfico de armas, la cinta explora una consecuencia poco conocida del final de la Guerra Fría: la enorme cantidad de armas que quedaron disponibles en los antiguos estados soviéticos, para ser vendidas a los países en desarrollo, el negocio que significaba para los países desarrollados como Estados Unidos, China o el conjunto de países de la Unión Europea, y las inmensas sumas de dinero amasadas por los traficantes de armas con su venta a los participantes de los distintos conflictos bélicos.
En preproducción está la secuela, titulada Lords of War, protagonizada por Cage y Bill Skarsgård, dirigida por Andrew Niccol.

## Sinopsis
Yuri Orlov y su hermano Vitaly Orlov son traficantes de armas americanos de origen ucraniano. A través de algunas de las zonas de guerra más peligrosas, Yuri lucha por escapar del implacable agente de la Interpol Jack Valentine, de sus rivales en el negocio, y hasta de alguno de sus clientes, que incluyen a muchos de los más importantes dictadores. Finalmente, Yuri debe enfrentarse también a su propia conciencia.
Al final Vitaly Orlov muere y Yuri pierde a su restante familia por lo que ha hecho. Incluso Valentine consigue arrestarlo por sus actividades. Sin embargo, él no va a la cárcel por su crimen e incluso lo dejan libre para que continue con el negocio, ya que el gobierno estadounidense lo necesita para proveer con armas a líderes peligrosos que el gobierno necesita para poder combatir con su ayuda a otros líderes peligrosos que son enemigos estadounidenses sin tener que sacar a la luz el hecho de que les proveen con armas, ya que no sería bueno para su imagen de que se supiese. 
Valentine, con dolor, tiene que enterarse de esa gran verdad a través de él antes de que ocurra. Aun así le dice que ya está en el infierno a causa de sus acciones antes de irse, algo que se nota a través de su actitud enferma por todo lo que ve en su mundo, en el que llega finalmente a la conclusión que los supervivientes serán los traficantes de armas, ya que los demás se habrán matado hasta entonces. Sin embargo también confiesa que aun así tiene que vivir con el temor que algún día lo conviertan en chivo expiatorio por todo lo que ocurre como ya ocurrió antes para distraer de lo que realmente ocurre. 
De esta manera el problema del abundante tráfico de armas, mostrado en esta película a través de esta historia basada en hechos reales, continúa a nivel mundial, ya que países como Rusia, China, Francia y el Reino Unido hacen lo mismo que el gobierno estadounidense mientras que lo peor es que no se puede hacer nada al respecto, ya que todos controlan el Consejo de Seguridad de la ONU.  

## Reparto
- Nicolas Cage como Yuri Orlov.
- Jared Leto como Vitaly Orlov.
- Bridget Moynahan como Ava Fontaine Orlov.
- Ethan Hawke como Jack Valentine.
- Eamonn Walker como André Baptiste, padre, basado en el dictador liberiano Charles Ghankay Taylor.
- Ian Holm como Simeon Weisz.
- Tanit Phoenix como Candy.
- Donald Sutherland como el Coronel Oliver Southern (voz).
- Sammi Rotibi como André Baptiste, hijo.
- Sahke Toukhmanian como Irina Orlov.
- Eugene Lazarev como el General Dmitri Orlov.
- Jean Perre Nshanian como Anatoly Orlov.
- Kobus Marx como Boris.
- Jasper Lenz como Gregor.
- Larissa Bond como camarera

## Producción
Al principio Monica Bellucci iba a ser la actriz que iba a interpretar Ava Fontaine Orlov. Sin embargo al final lo interpretó Bridget Moynahan. Una vez preparado todo se rodó la película en su mayor parte en Sudáfrica y allí, sobre todo, en Ciudad del Cabo. Se hizo allí para abaratar los costes de la obra cinematográfica, ya que allí se podían recrear los diferentes lugares del mundo mostrados en la película. Para abaratarlos aún más, Nicolas Cage renunció a su salario habitual de 20 millones de dólares.
Durante la filmación se utilizaron armas reales, por lo que los productores tuvieron que avisar a las autoridades, ya que estas se alertaron al observar muchos tanques fotografiados por un satélite. Se utilizaron para el rodaje 723.000 balas de diferentes calibres, todas sin riesgo para los actores. También se utilizaron 3.000 ametralladoras AK-47 y tanques T-80.
Cabe también destacar que Amnistía Internacional promocionó la película por su retrato crítico respecto al tráfico de armas.

## Frases destacadas
(Yuri Orlov): -Me caes bien, Jack. Bueno a lo mejor no, pero te entiendo. Déjame contarte lo que va a pasar, así podrás irte preparando. Pronto llamarán a esa puerta y te dirán que salgas. Habrá un hombre que te superará jerárquicamente. Primero te felicitará por lo bien que lo has hecho. Te dirá que estás haciendo del mundo un sitio más seguro. Que van a concederte una distinción, y a ascenderte. Y después te dirá que tienes que soltarme. Tu montarás en cólera, seguramente le amenazarás con renunciar. Pero al final, me soltarán. La razón por la que me soltarán es la misma por la que tú crees que me van a condenar, yo me codeo con algunos de los hombres más viles y sádicos que se hacen llamar líderes en la actualidad. Pero algunos de esos hombres, son los enemigos de tus enemigos. Y como el mayor traficante de armas del mundo es tu jefe, el presidente de los Estados Unidos, que envía más mercancía en un día que yo en un año, a veces es un poco violento que estén sus huellas en las armas. A menudo necesita a un freelance como yo para abastecer a fuerzas a las que a él no le pueden ver abasteciendo. Así que, ya puedes decirme que soy un mal, pero por desgracia para ti, soy un mal necesario.

(Jack): - Te diría que te fueras al infierno, pero creo que ya estás en él.
- ¿Sabes quién heredará la Tierra? Los traficantes de armas. Porque los demás estarán demasiado ocupados matándose los unos a los otros.
- El secreto de la supervivencia es evitar las guerras, sobre todo con uno mismo.
- No puedes obligar a nadie a que se enamore de ti, pero sí incrementar las probabilidades.

## Hechos históricos
El personaje de Yuri Orlov está basado en Viktor Bout, y el de Vitaly Orlov en su hermano Sergei Bout.

## Premios
- Premio National Board of Review 2005: reconocimiento por su especial logro cinematográfico.